# Makemo
Makemo, également appelé Te Paritua ou Rangi Kemo, est un atoll situé dans l'archipel des Tuamotu en Polynésie française. Il constitue le chef-lieu de la commune de Makemo.

## Géographie

### Situation
Makemo est situé à 22 km au Nord de Hiti — atoll du groupe des Îles Raevski) — l'atoll le plus proche, à 26 km à l'Ouest de Katiu, à 26 km à l'Est de Marutea Nord ainsi qu'à 564 km à l'Est de Tahiti. L'atoll, de forme irrégulière allongée, s'étend sur 69 km de longueur et 16,5 km de largeur maximales pour une superficie de terres émergées de 56 km2. Le lagon d'environ 603 km2 est accessible par deux passes, l'une à l'Ouest, l'autre au Nord nommée Arikitamiro où se trouve le phare de Makemo.

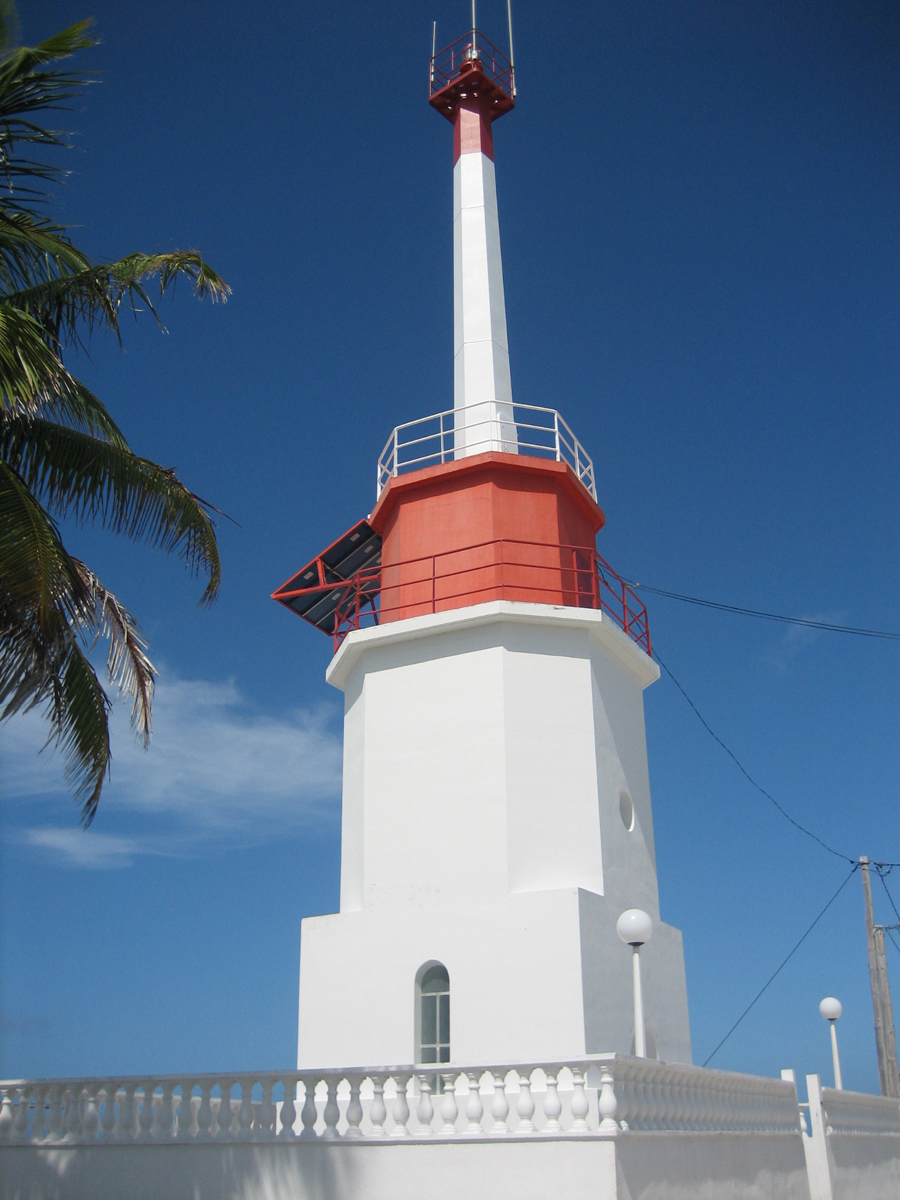
Phare de Makemo.
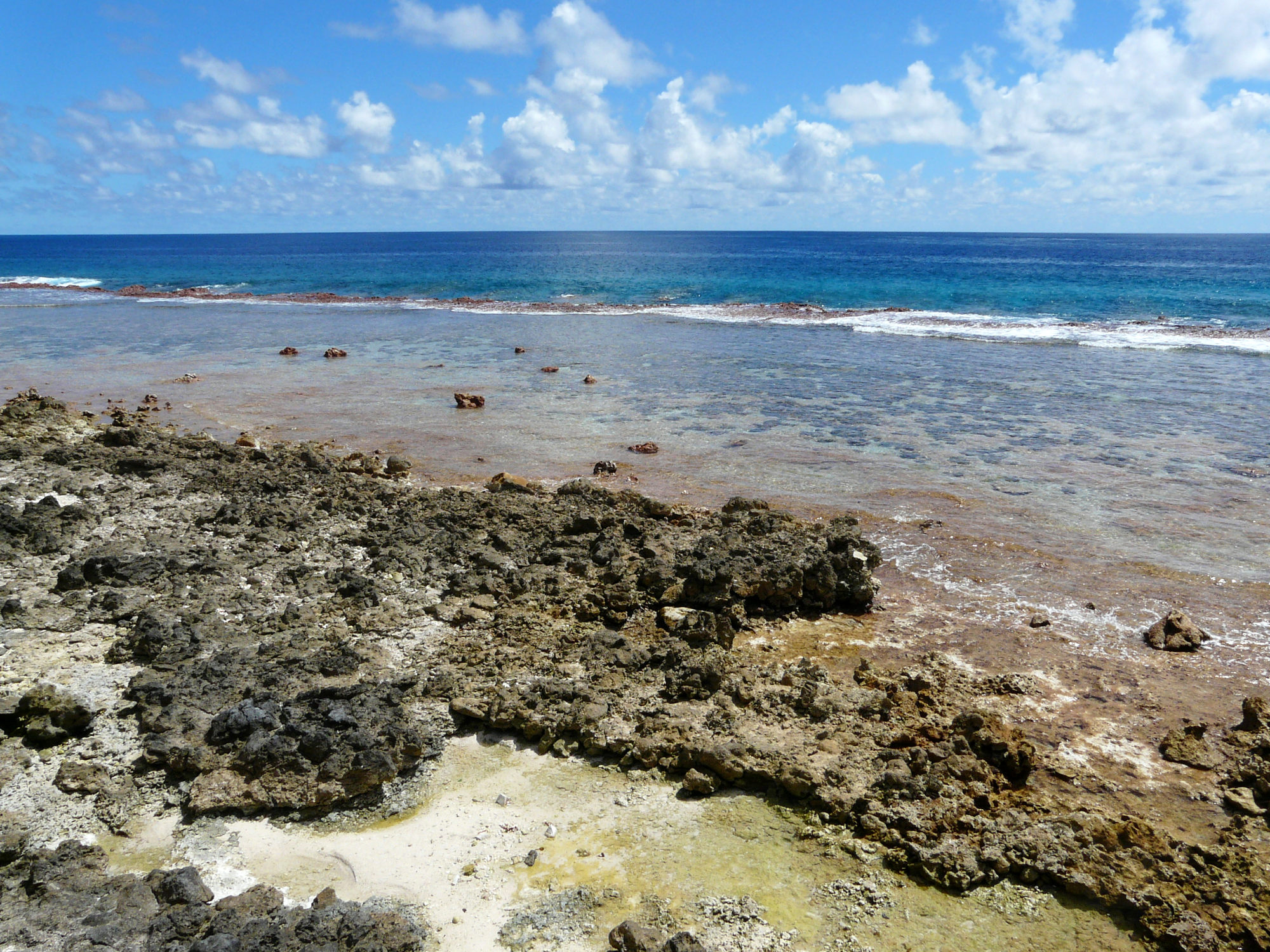
Platier récifal sur la côte Est.

### Géologie
D'un point de vue géologique, l'atoll est l'excroissance corallienne du sommet du mont volcanique sous-marin homonyme formé il y a environ 40 à 50 millions d'années.

### Démographie
En 2017, la population totale de Makemo est de 825 personnes, principalement regroupées dans le village de Pouheva ; son évolution est la suivante :
| 360                                                     | 373 | 588 | 720 | 728 | 832 | 825 |
| Sources ISPF et Gouvernement de la Polynésie française. |     |     |     |     |     |     |

Pouheva, situé près de la passe d'Arikitamiro, est le village principal de l'atoll. Il compte à peu près 600 habitants.

## Histoire

### Découverte par les Européens
Takemo est le lieu de naissance d'un héros polynésien du nom de Moeava.
L'atoll fut notifié pour la première fois par des Européens par les Britanniques John Turnbull et John Buyers (en) qui l'abordent le 10 mars 1803,, et le nomment « Philips's Island » — en souvenir de Sir Richard Phillips, feu-sheriff de Londres —, puis par le navigateur russe Fabian Gottlieb von Bellingshausen le 15 juillet 1820.

### Période contemporaine
Au XIXe siècle, Makemo devient un territoire français peuplé alors de près de 250 habitants autochtones vers 1850, soit alors l'un des plus importants des Tuamotu ; il sert de havre aux bateaux. Au milieu du siècle, l'atoll est évangélisé avec la fondation de la paroisse Saint-Joseph en 1851 (regroupant également depuis 2004 les églises des atolls de Taenga et Nihiru), puis la construction de l'église homonyme en 1975 rattachée au diocèse de Papetee.

## Économie
Le tourisme, notamment avec le développement de la plongée près des deux passes, est le secteur économique principal de l'île avec la perliculture (autorisée sur seulement 50 ha du lagon), la récolte des holothuries (dans la partie Sud en deçà de la ligne reliant le motu Tahiti Toreu au motu Piupiu) et la culture de la coprah. Les activités administratives de la commune qui regroupe onze atolls environnants sont également développées et fournisseuses de travail. L'aterrage du câble sous-marin Natitua et sa mise en service en décembre 2018 permet à Makemo d'être relié à Tahiti et à l'internet mondial à haut-débit.
Un petit aérodrome domestique a été construit en 1976 avec une piste de 1 500 mètres de longueur. Il accueille, en moyenne, environ 500 vols et 10 000 passagers par an, dont 30% en transit.

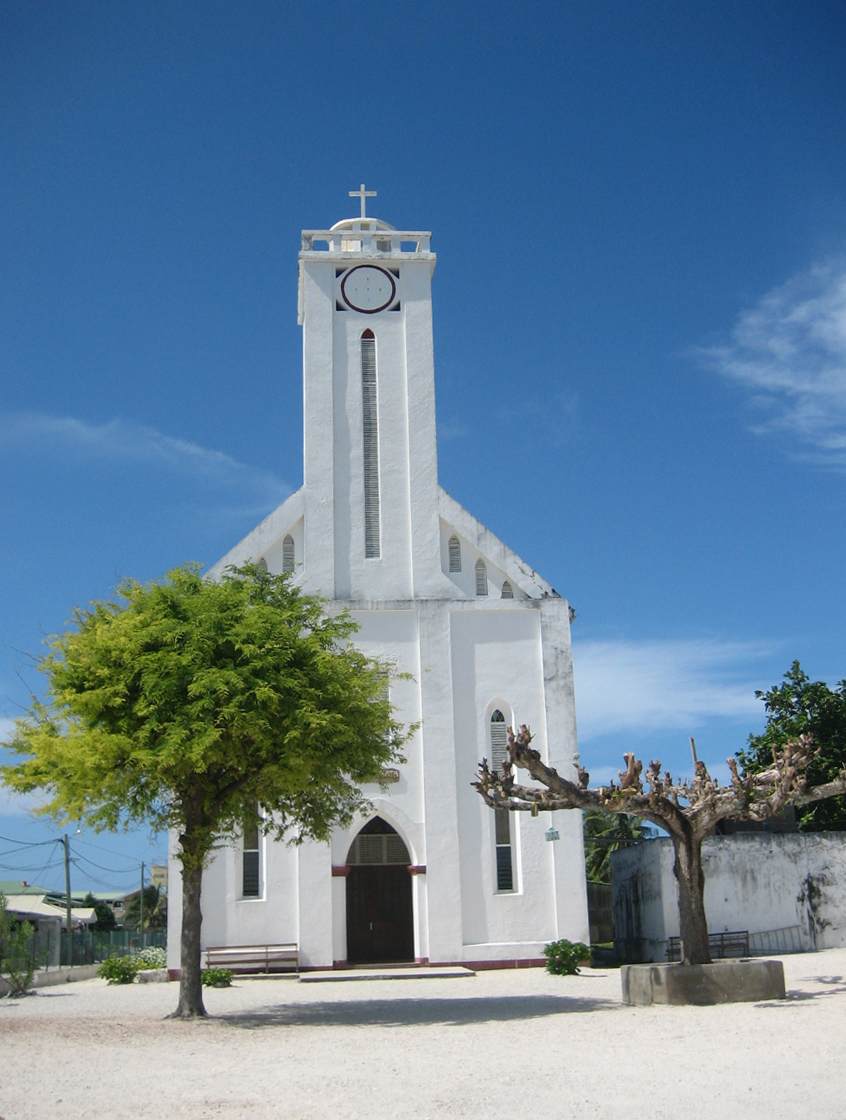
Église Saint-Joseph de Makemo.
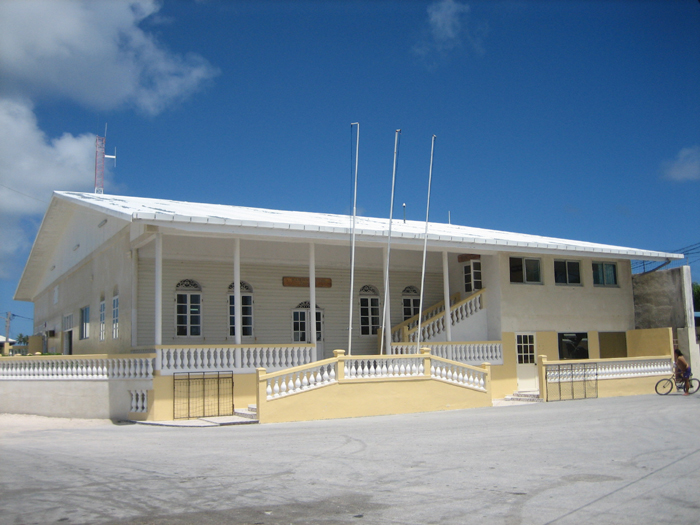
Mairie et gendarmerie de Makemo.
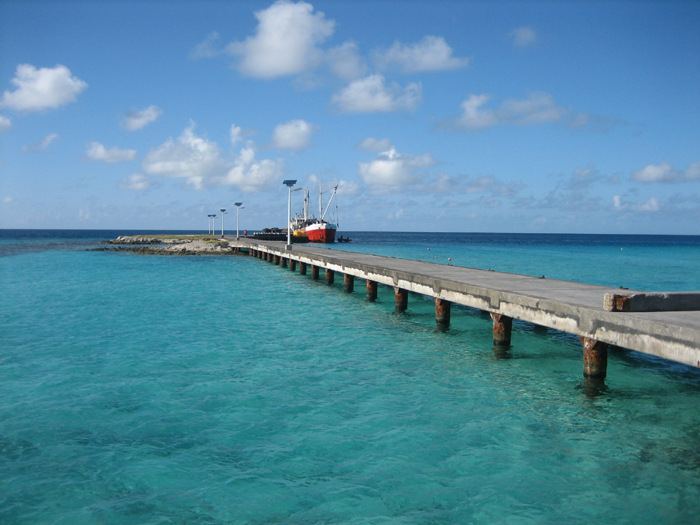
Port de Makemo.
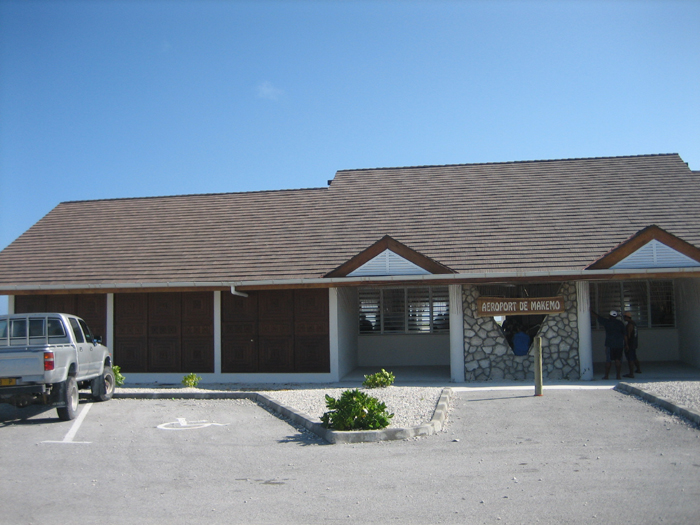
Aérodrome de Makemo.